# Natação no Campeonato Europeu de Esportes Aquáticos de 2014 - 50 m costas feminino
A prova dos 50 metros costas feminino da natação no Campeonato Europeu de Esportes Aquáticos de 2014 ocorreu nos dias 22 e 23 de agosto em Berlim, na Alemanha. 

## Calendário
| Fase          | Data         | Hora  |
| ------------- | ------------ | ----- |
| Eliminatórias | 22 de agosto | 10:18 |
| Semifinal     | 22 de agosto | 18:52 |
| Final         | 23 de agosto | 16:57 |

Todos os horários estão no horário local (UTC+1)

## Recordes
Antes desta competição, os recordes eram os seguintes:
| Recorde mundial       | Zhao Jing              | 27.06 | Roma      | 30 de julho de 2009  |
| Recorde europeu       | Daniela Samulski       | 27.23 | Roma      | 30 de julho de 2009  |
| Recorde do campeonato | Aleksandra Gerasimenya | 27.64 | Budapeste | 14 de agosto de 2010 |

## Medalhistas
| Ouro                    | Prata                | Bronze            |
| Francesca Halsall (GBR) | Georgia Davies (GBR) | Mie Nielsen (DEN) |

## Resultados

### Eliminatórias
Esses foram os resultados das eliminatórias. 
| Pos. | Bateria | Raia | Nadadora                | Nacionalidade        | Tempo | Notas |
| ---- | ------- | ---- | ----------------------- | -------------------- | ----- | ----- |
| 1    | 3       | 4    | Mie Nielsen             | Dinamarca            | 27.93 | Q     |
| 2    | 5       | 4    | Georgia Davies          | Reino Unido          | 28.05 | Q     |
| 3    | 4       | 4    | Mercedes Peris          | Espanha              | 28.24 | Q     |
| 4    | 4       | 5    | Francesca Halsall       | Reino Unido          | 28.25 | Q     |
| 5    | 5       | 6    | Arianna Barbieri        | Itália               | 28.32 | Q     |
| 6    | 5       | 5    | Aleksandra Gerasimenya  | Bielorrússia         | 28.34 | Q     |
| 7    | 4       | 3    | Aleksandra Urbanczyk    | Polónia              | 28.40 | Q     |
| 8    | 3       | 5    | Daria Ustinova          | Rússia               | 28.43 | Q     |
| 9    | 5       | 3    | Simona Baumrtová        | Chéquia              | 28.79 | Q     |
| 10   | 4       | 2    | Katinka Hosszú          | Hungria              | 28.81 | Q     |
| 11   | 5       | 7    | Elena Gemo              | Itália               | 28.83 | Q     |
| 12   | 4       | 6    | Sanja Jovanović         | Croácia              | 28.86 | Q     |
| 13   | 3       | 2    | Elizabeth Simmonds      | Reino Unido          | 28.88 |       |
| 14   | 3       | 1    | Mathilde Cini           | França               | 28.89 | Q     |
| 15   | 3       | 0    | Mimosa Jallow           | Finlândia            | 28.91 | Q     |
| 15   | 5       | 0    | Carlotta Zofkova        | Itália               | 28.91 |       |
| 15   | 3       | 3    | Duane Da Rocha          | Espanha              | 28.91 | Q     |
| 18   | 4       | 7    | Anni Alitalo            | Finlândia            | 29.05 | Q     |
| 19   | 3       | 8    | Ida Lindborg            | Suécia               | 29.06 |       |
| 20   | 2       | 3    | Justine Ress            | França               | 29.15 |       |
| 21   | 5       | 8    | Beryl Gastaldello       | França               | 29.17 |       |
| 22   | 5       | 1    | Klaudia Nazieblo        | Polónia              | 29.20 |       |
| 23   | 4       | 1    | Sviatlana Khakhlova     | Bielorrússia         | 29.21 |       |
| 24   | 3       | 6    | Maria Kameneva          | Rússia               | 29.24 |       |
| 25   | 5       | 2    | Amit Ivry               | Israel               | 29.25 |       |
| 26   | 2       | 5    | Ekaterina Tomashevskaya | Rússia               | 29.28 |       |
| 27   | 2       | 1    | Caroline Pilhatsch      | Áustria              | 29.46 |       |
| 27   | 2       | 4    | Ava Schollmayer         | Eslovênia            | 29.46 |       |
| 29   | 4       | 8    | Alicja Tchórz           | Polónia              | 29.47 |       |
| 30   | 5       | 9    | Camille Gheorghiu       | França               | 29.50 |       |
| 31   | 3       | 7    | Ingibjörg Jónsdóttir    | Islândia             | 29.52 |       |
| 32   | 2       | 6    | Desiree Felner          | Áustria              | 29.71 |       |
| 33   | 2       | 2    | Alina Vats              | Ucrânia              | 29.72 |       |
| 34   | 2       | 0    | Patricia Hais           | Áustria              | 29.81 |       |
| 35   | 3       | 9    | Magdalena Kuras         | Suécia               | 29.92 |       |
| 36   | 2       | 8    | Hanna-Maria Seppälä     | Finlândia            | 29.96 |       |
| 37   | 4       | 9    | Aliaksandra Kavaleva    | Bielorrússia         | 30.01 |       |
| 38   | 1       | 5    | Sigrid Sepp             | Estónia              | 30.11 |       |
| 39   | 2       | 7    | Karin Tomecková         | Eslováquia           | 30.14 |       |
| 40   | 1       | 4    | Susanne Hirvonen        | Finlândia            | 30.16 |       |
| 41   | 2       | 9    | Julia Kukla             | Áustria              | 30.61 |       |
| 42   | 1       | 2    | Kätlin Sepp             | Estónia              | 30.72 |       |
| 43   | 1       | 3    | Eva Gliožerytė          | Lituânia             | 31.01 |       |
| 44   | 1       | 6    | Amina Kajtaz            | Bósnia e Herzegovina | 31.54 |       |
| —    | 4       | 0    | Katarína Listopadová    | Eslováquia           |       | DNS   |

### Semifinal
Esses foram os resultados das semifinais. 
Semifinal 1
| Pos. | Raia | Nadadora               | Nacionalidade | Tempo | Notas |
| ---- | ---- | ---------------------- | ------------- | ----- | ----- |
| 1    | 4    | Georgia Davies         | Reino Unido   | 28.13 | Q     |
| 2    | 5    | Francesca Halsall      | Reino Unido   | 28.19 | Q     |
| 3    | 3    | Aleksandra Gerasimenya | Bielorrússia  | 28.46 | Q     |
| 4    | 6    | Daria Ustinova         | Rússia        | 28.48 | Q     |
| 5    | 7    | Sanja Jovanović        | Croácia       | 28.50 |       |
| 6    | 1    | Mimosa Jallow          | Finlândia     | 28.71 |       |
| 7    | 2    | Katinka Hosszú         | Hungria       | 28.86 |       |
| 8    | 8    | Anni Alitalo           | Finlândia     | 28.94 |       |

Semifinal 1
| Pos. | Raia | Nadadora             | Nacionalidade | Tempo | Notas |
| ---- | ---- | -------------------- | ------------- | ----- | ----- |
| 1    | 4    | Mie Nielsen          | Dinamarca     | 27.78 | Q     |
| 2    | 5    | Mercedes Peris       | Espanha       | 27.91 | Q     |
| 3    | 3    | Arianna Barbieri     | Itália        | 28.30 | Q     |
| 4    | 7    | Elena Gemo           | Itália        | 28.44 | Q     |
| 5    | 6    | Aleksandra Urbanczyk | Polónia       | 28.49 |       |
| 6    | 1    | Mathilde Cini        | França        | 28.55 |       |
| 7    | 2    | Simona Baumrtová     | Chéquia       | 28.64 |       |
| 8    | 8    | Duane Da Rocha       | Espanha       | 28.81 |       |

### Final
Esse foi o resultado da final. 
| Pos.              | Raia | Nadadora               | Nacionalidade | Tempo | Notas |
| ----------------- | ---- | ---------------------- | ------------- | ----- | ----- |
| Medalha de ouro   | 6    | Francesca Halsall      | Reino Unido   | 27.81 |       |
| Medalha de prata  | 3    | Georgia Davies         | Reino Unido   | 27.82 |       |
| Medalha de bronze | 4    | Mie Nielsen            | Dinamarca     | 27.87 |       |
| 4                 | 5    | Mercedes Peris         | Espanha       | 27.98 |       |
| 5                 | 2    | Arianna Barbieri       | Itália        | 28.36 |       |
| 6                 | 1    | Aleksandra Gerasimenya | Bielorrússia  | 28.37 |       |
| 7                 | 7    | Elena Gemo             | Itália        | 28.59 |       |
| 8                 | 8    | Daria Ustinova         | Rússia        | 28.63 |       |

Legenda
| Recorde mundial       | Recorde mundial (World record)               |                       | Recorde africano                      | Recorde africano (African) |                                           | Q | Classificado por posição (Qualified) |
| Recorde do campeonato | Recorde do campeonato (Championship record)  | Recorde da América    | Recorde da América (Americas)         | q                          | Classificado por melhor tempo (Qualified) |   |                                      |
| Melhor marca do ano   | Melhor marca do ano (World leading)          | Recorde asiático      | Recorde asiático (Asian)              | DNS                        | Não largou (Did not start)                |   |                                      |
| Recorde nacional      | Recorde nacional (National record)           | Recorde europeu       | Recorde europeu (European)            | DNF                        | Não terminou (Did not finish)             |   |                                      |
| Recorde pessoal       | Recorde pessoal do atleta (Personal best)    | Recorde da Oceania    | Recorde da Oceania (Oceania)          | DSQ / DQ                   | Desclassificado (Disqualified)            |   |                                      |
| Recorde da temporada  | Recorde da temporada do atleta (Season best) | Recorde sul-americano | Recorde sul-americano (South America) | NM                         | Sem marca (No mark)                       |   |                                      |